# Cadillac Elmiraj
Cadillac Elmiraj Concept – samochód koncepcyjny stworzony przez koncern General Motors pod marką Cadillac. Auto zaprezentowano po raz pierwszy 15 sierpnia 2013 roku. Oficjalna premiera pojazdu odbyła się podczas targów motoryzacyjnych we Frankfurcie we wrześniu 2013 roku.
Pojazd osadzono na 22-calowych felgach, za którymi ukryto węglowo-ceramiczne hamulce. We wnętrzu auta umieszczono sportowe fotele, tapicerkę wykonaną ze skóry wielbłąda, 10-calowy ekran dotykowy, przeźroczysty obrotomierz i prędkościomierz.